# ココナッツ・シュリンプ

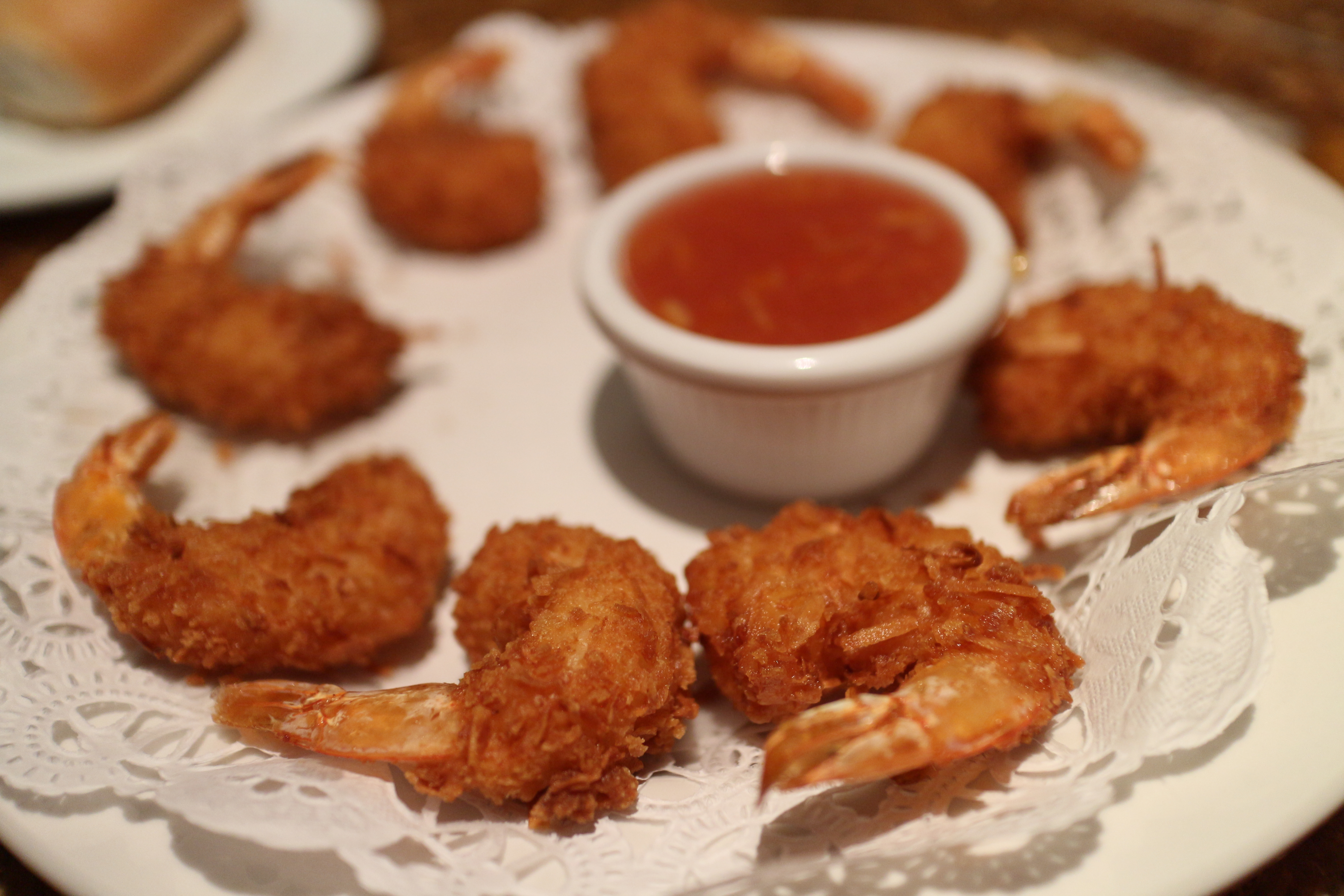
ディッピング・ソースとともに皿に盛られたココナッツ・シュリンプ

ココナッツ・シュリンプ（英語: coconut shrimp）とは、エビとココナッツを基本材料に用いたエビ料理の呼び名である。このようなエビ料理としては、次の2種類が知られている。
1. エビに衣をつけた上でディープフライする（しっかりと揚げる）、あるいは炒める、トースターやオーブンなどで焼くなどの調理法で作られた、サクサクした食感の料理。クランチー・ココナッツ・シュリンプ。
2. ココナッツミルクと他の材料を使った炒め物料理。又は、串焼き料理。

## クランチー・ココナッツ・シュリンプ
クランチー・ココナッツ・シュリンプは、小麦粉をまぶしたエビを溶き卵に浸し、フレーク状のココナッツ片とブレッド・クラムをミックスした衣をつけた上で、ディープフライする。エビに小麦粉をまぶす前に、バターで揚げてもよい。衣をつける際に用いるブレッド・クラム（パン粉）は、日本風のもの（Panko bread crumbs）でも、欧米風のもの（standard bread crumbs）でも、あるいは両方を混ぜたものを用いてもよい。エビの衣にさらに材料を追加する場合は、マカダミアナッツやアーモンドのような、砕いたナッツ類を用いてもよい。
ディープフライに代えて、トースターやオーブンなどの調理器具を用いて熱伝導により焼成（bake）してもよい。あるいは、炒めたり、焼き網を用いて直火で焼いたりしてもよい。熱伝導により焼成する場合は、揚げる場合よりもカロリーと油脂を低めに抑えられる可能性がある。調理後のエビは、"crunchy" （サクサク、プリプリ）な食感になる。
甜麺醤のような甘辛いソースや、桃のソース、アプリコットのソース、スイート・チリ・ソース、マーマレードなどのディッピング・ソースを添えて食卓に出してもよい。また、半月切りにしたライムを添えて提供することもできる。ライムのゼスト（表皮を細くはぎ取ったもの）もまた、料理の材料の1つとして使うこともできる。
コースメニューにおいて、クランチー・ココナッツ・シュリンプは、前菜にしてもいいし、メインディッシュにしてもよい。シーフードレストランではありふれたメニューである。カリブ海やフロリダ・キーズのティキ・バーでも人気の料理である。

クランチー・ココナッツ・シュリンプ
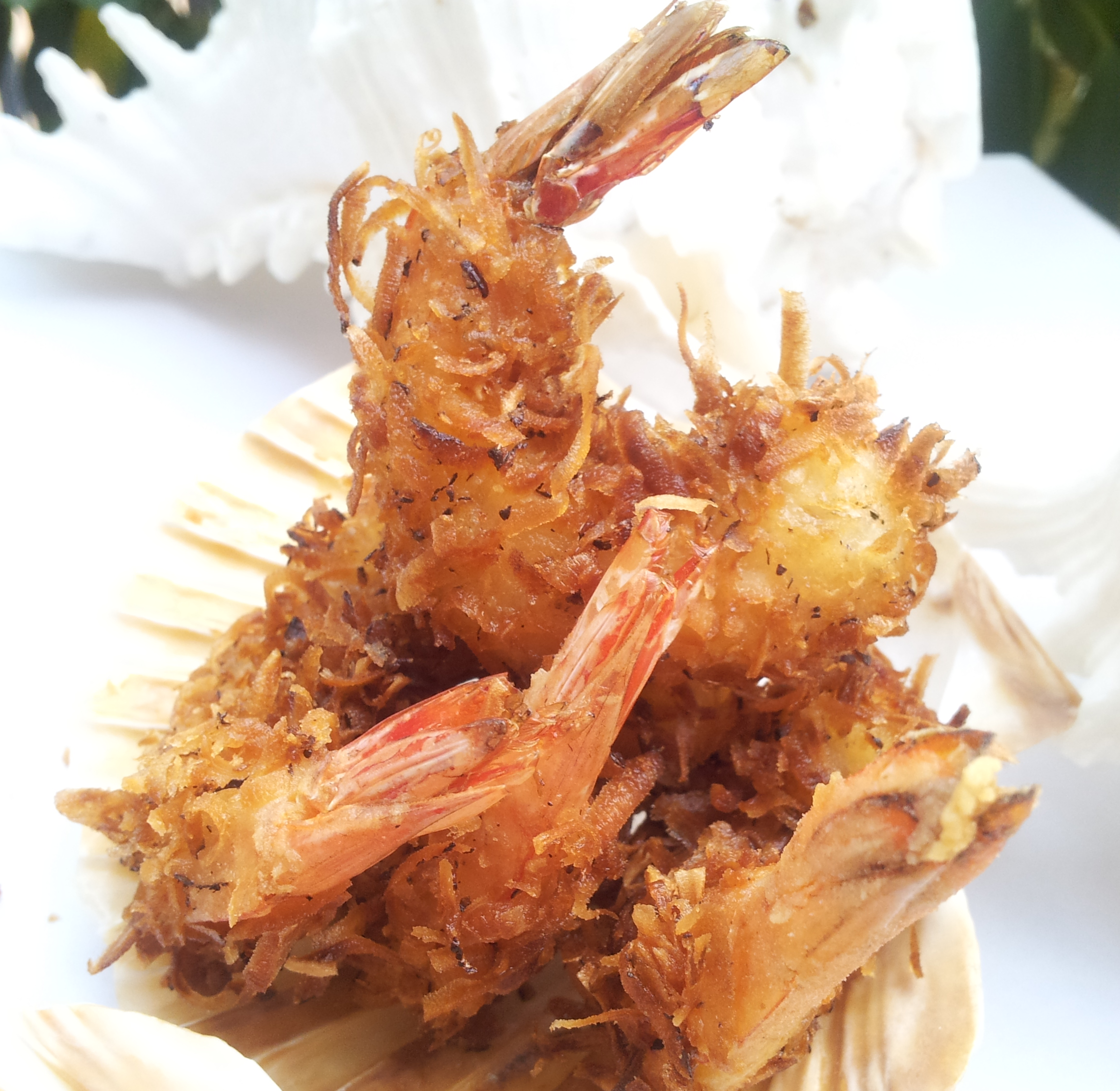
Coconut beer batter shrimp
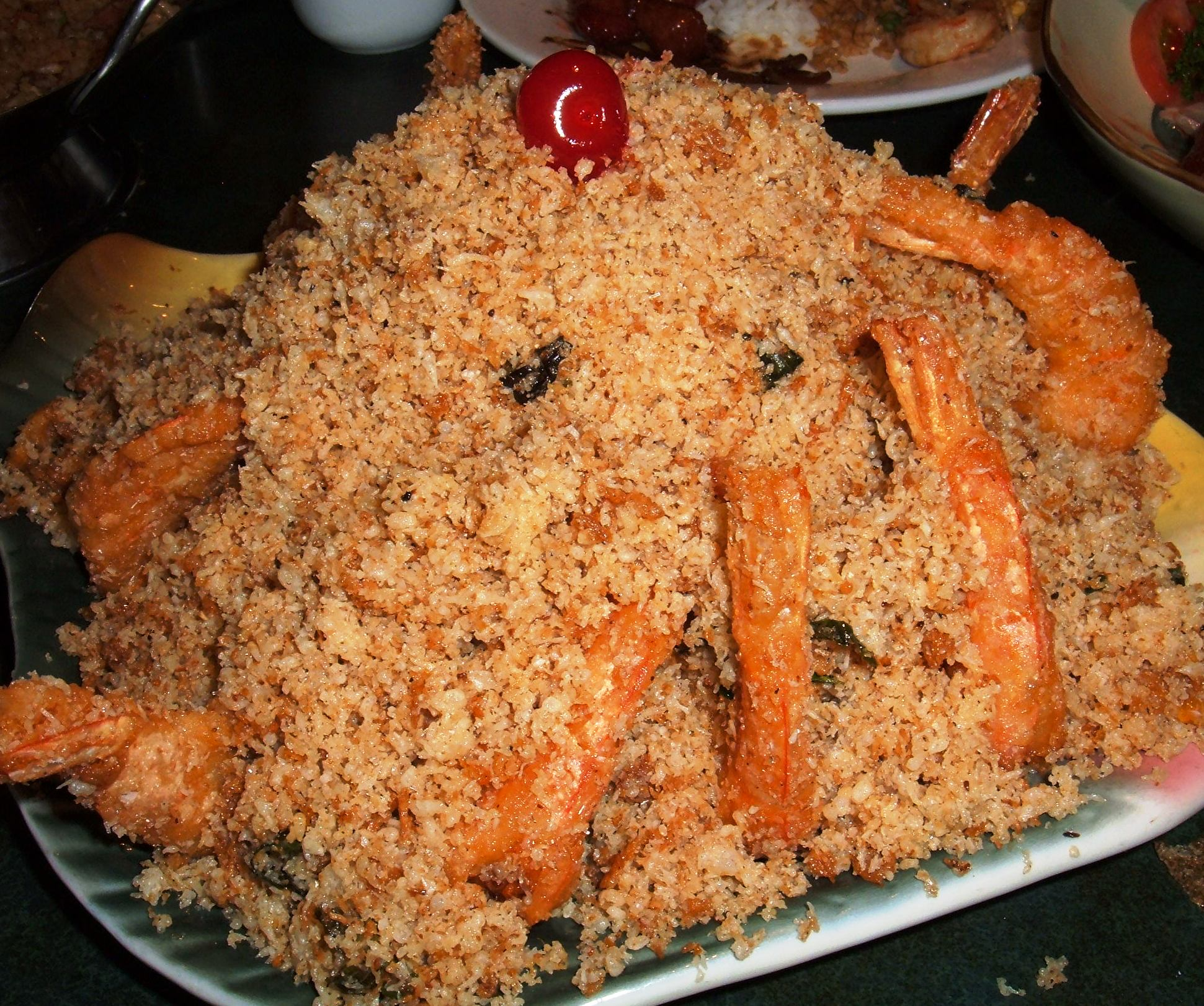
Coconut jumbo prawns
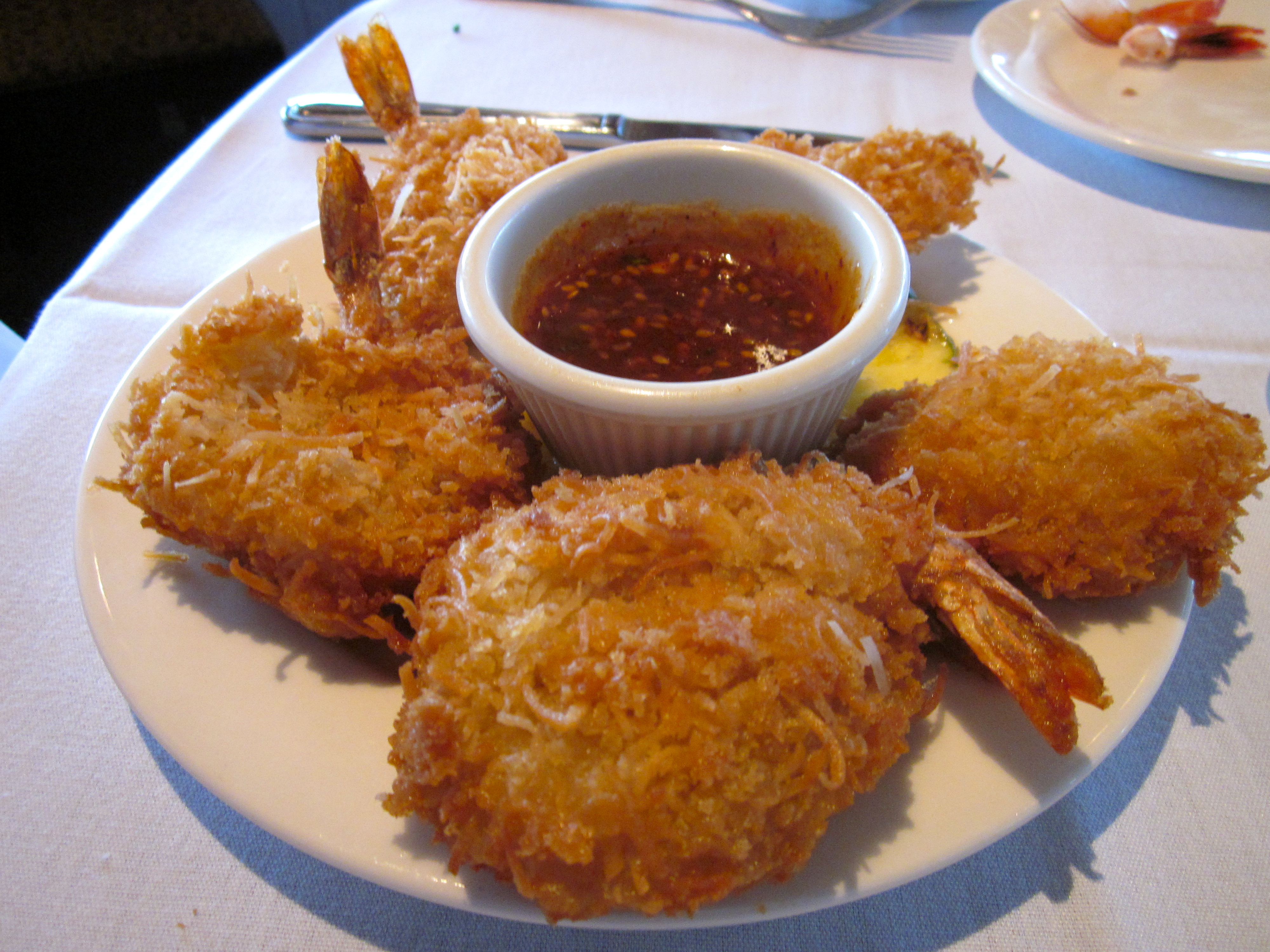
Coconut shrimp with a sweet chili sauce
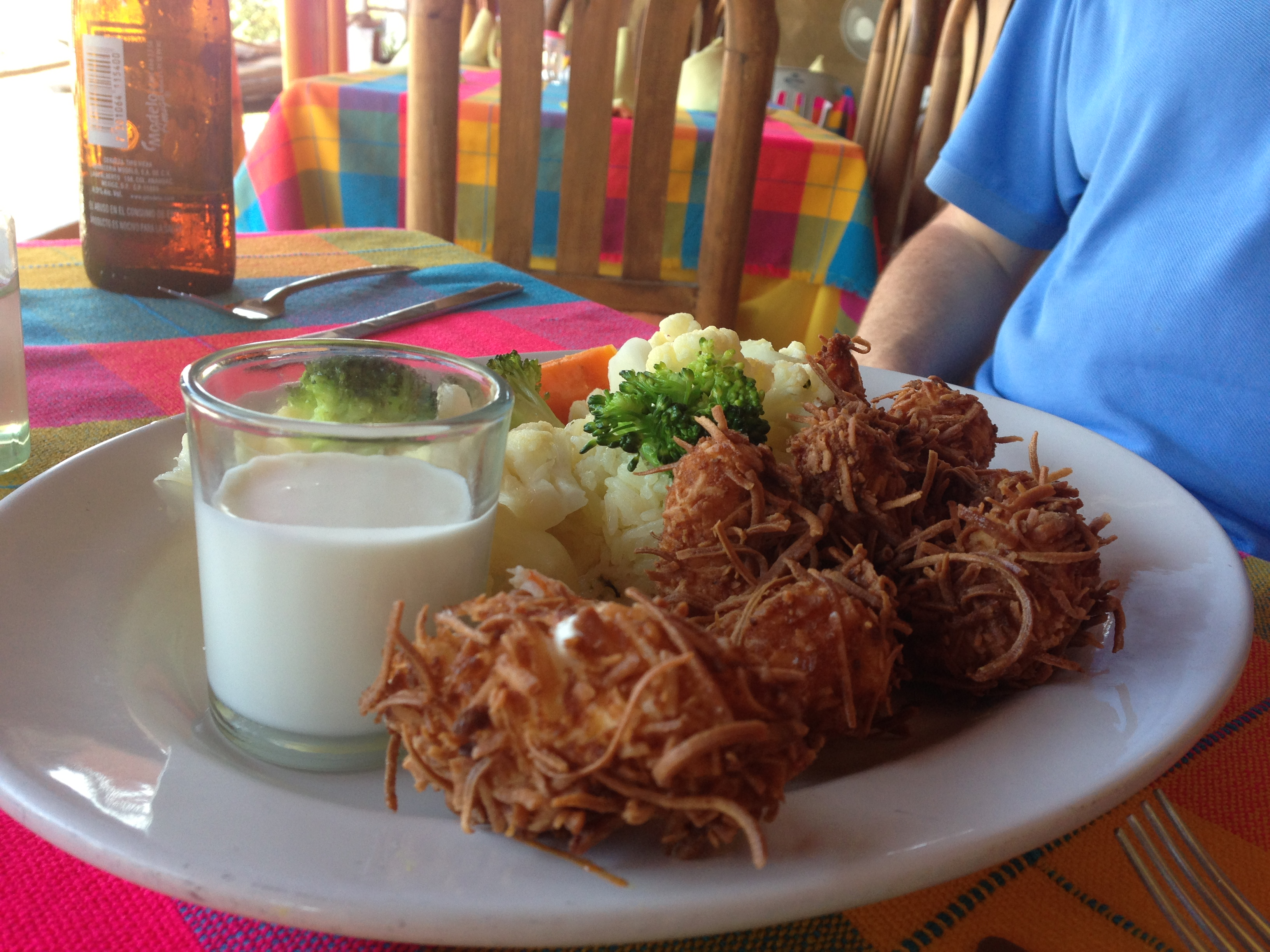
Coconut shrimp at a restaurant

## ココナッツミルクをベースにした料理

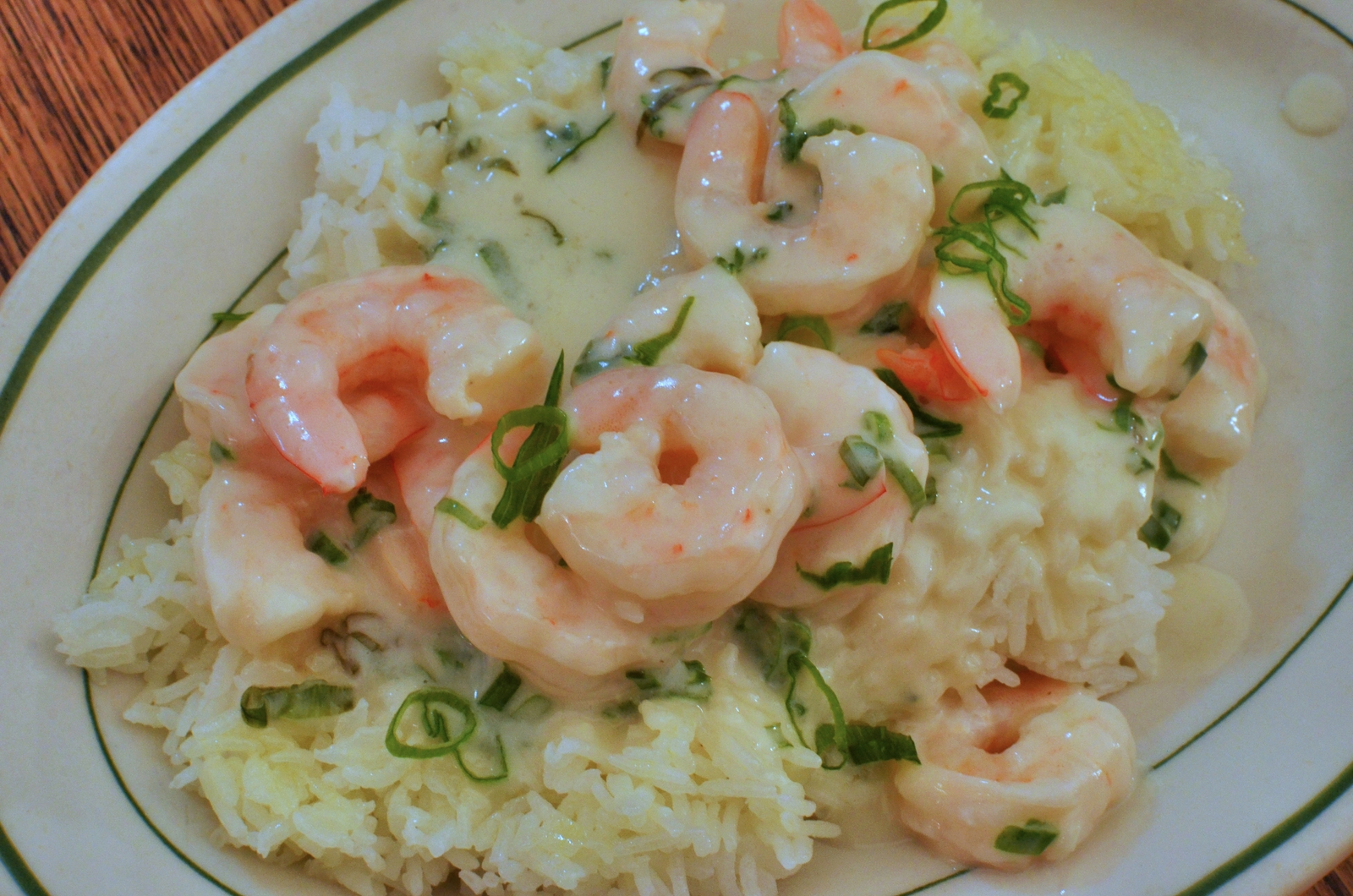
Coconut shrimp atop rice

ココナッツ・シュリンプは、ココナッツミルクを材料に使ったソテーや炒め物として調理されることもある。この種の料理は、ライスの上に盛りつけられる場合もある。タマネギ、ニンニク、トマト、パセリやその他のスパイスを材料として追加してもよい。

### 串焼き
ココナッツ・シュリンプは、串に刺してケバブ・スタイルで調理してもよく、その場合、エビをココナッツミルクやその他の材料とともにマリネにしておいてから焼いてもよい。エビとともに串に刺す追加の食材としては、たとえば、パイナップルがある。焼き方は網焼きでもよいし、フライパンで炒めてもよい。この料理には種々のディップソースを添えてもよい。